# Утроја
Утроја или Ритупе (рус. Утроя; лет. Rītupe, Ūdrāja) летонско-руска је река, лева притока реке Великаје, те део басена реке Нарве, односно Финског залива Балтичког мора. Протиче преко регије Латгалије на крајњем истоку Летоније, те преко Питаловског и Островског рејона на крајњем западу Псковске области Русије. Река је позната и по старом летонском називу Удраја („река видри”).
Укупна дужина водотока је 176 km (од чега 56 km на територији Летоније), док је површина сливног подручја око 3.000 km² (1.442,7 km² на подручју Летоније).
Свој ток започиње на истоку Летоније у округу Резекне, као отока Мејранског језера. У горњем делу тока протиче кроз неколико мањих језера, а знатније се шири у околини градића Карсаве где ширина корита достиже до 20 метара. Низводно од Карсаве Утроја је једним мањим делом тока део међународне границе између Русије и Летоније, а након што пређе на територију Русије скреће ка северу и тече паралелно са свим осталим водотоцима који се спуштају са Латгалског побрђа. На неких 40 km низводно од границе протиче кроз град Питалово. На делу тока кроз Русију река јако меандрира, обале су доста ниске и замочварене, а приметно је и потпуно одсуство шумског покривача.
Након што прими своју највећу притоку Лжу (десна притока на 36. км узводно од ушћа) ширина реке расте до 40 метара. Значајније притоке су још и Страуја (десна, на 138. км), Лада (десна, на 54. км) и Верша.
У Великају се улива на око 12 km западно од града Острова.